# Чусовское сельское поселение
Чусовское сельское поселение — упразднённое муниципальное образование (сельское поселение) в составе Верхнекамского района Кировской области. Административный центр — посёлок Чус.

## История
Чусовское сельское поселение образовано 1 января 2006 года согласно Закону Кировской области от 07.12.2004 № 284-ЗО, в его состав вошли населённые пункты бывшего Чусовского сельского округа.
К 2021 году упразднено в связи с преобразованием муниципального района в муниципальный округ.

## Население
| 2010 | 2012 | 2013 | 2014 | 2015 | 2016 | 2017 |
| ---- | ---- | ---- | ---- | ---- | ---- | ---- |
| 676  | ↘647 | ↘645 | ↘619 | ↘580 | ↘544 | ↘527 |
| 2018 | 2019 | 2020 | 2021 |      |      |      |
| ↘504 | ↘494 | ↘452 | ↘312 |      |      |      |

## Состав
В состав сельского поселения входят 2 населённых пункта (население, 2010):
- посёлок Чус — 433 чел.;
- посёлок Ожмегово — 243 чел.